# Eschenz
Eschenz is een gemeente en plaats in het Zwitserse kanton Thurgau, en maakt deel uit van het district Frauenfeld.
Eschenz telt 1574 inwoners.